# Blomosuchus
Blomosuchus es un género extinto de arcosauriforme proterosúquido que vivió durante el Triásico Inferior de Rusia. La especie tipo fue nombrada en 1992 como Blomia georgii. El nombre Blomia ya había sido usado por un género de plantas de la familia Sapindaceae, por lo que se debió renombrar como Blomosuchus en 1997. Los fósiles de Blomosuchus han sido hallados a lo largo del río Vetluga junto con los del proterosúquido Vonhuenia (ambos fueron nombrados en 1992 en un estudio de los fósiles del Triásico de Rusia).